# Paula Rego
Paula Rego, född 26 januari 1935 i Lissabon, död 8 juni 2022 i London, var en portugisisk målare och grafiker, sedan 1976 bosatt i England.

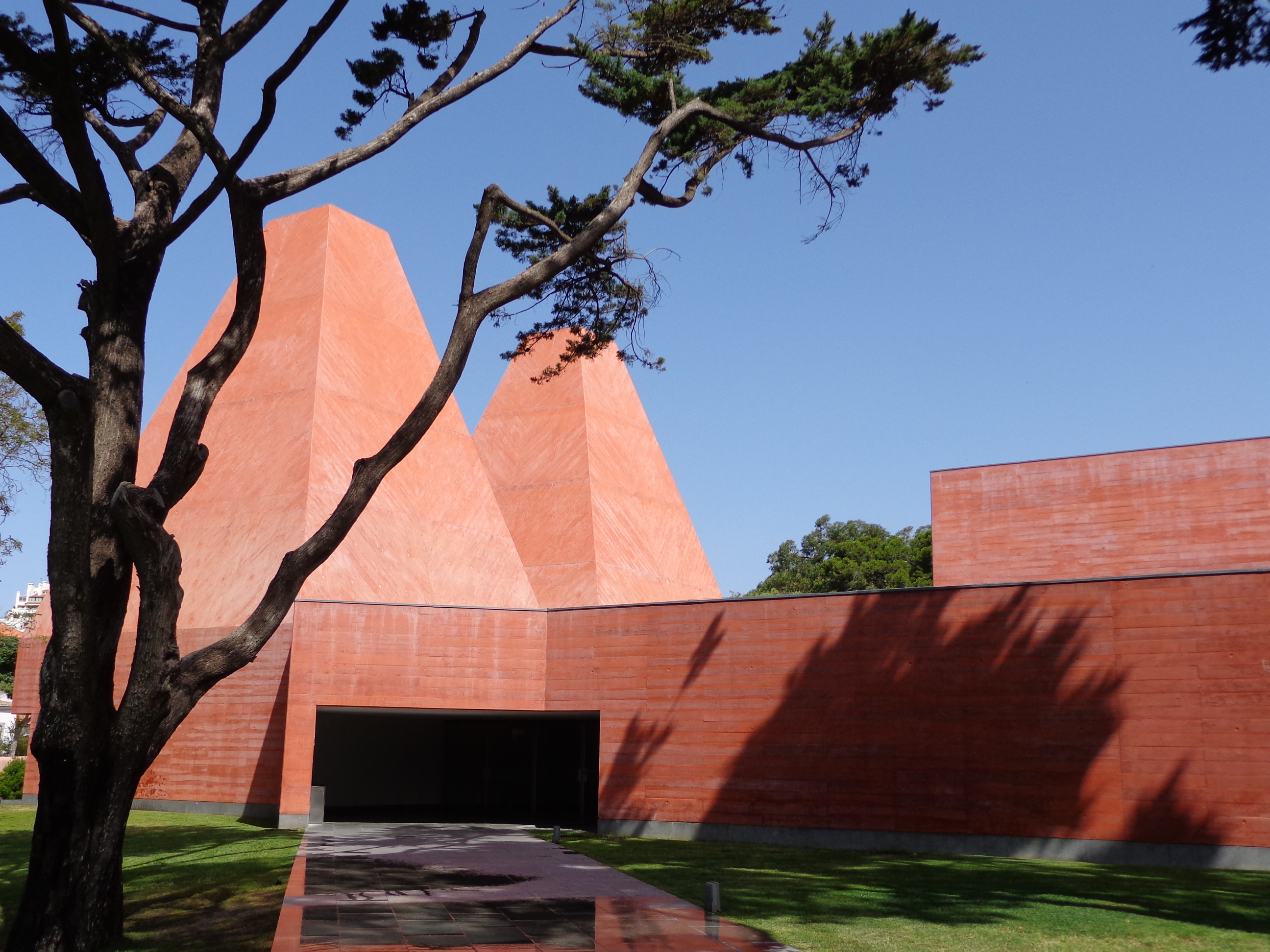
Museet Casa das Histórias Paula Rego, ritat av Eduardo Souto de Moura.

Paula Rego föddes i en borgerlig portuguisisk familj och växte upp under diktator Salazars regim (1932–1968). Rego utbildade sig vid St Julian's School i Carcavelos i Portugal och därefter vid The Slade School of Art i London. På 1950-talet gifte hon sig med den engelska konstnären Victor Willing. De bodde i Portugal med sina tre barn fram till 1976 då de flyttade till England.
Paula Rego var hedersdoktor vid Oxford och erhöll den portugisiska orden Grã Cruz da Ordem de Santiago da Espada. År 2010 tilldelades hon Brittiska Imperieorden och blev då Dame Commander of the Order of the British Empire (DBE).
2009 invigdes i Cascais museet Casa das Histórias Paula Rego, tillägnat hennes verk.

## Om Regos konst
Den borgerliga miljö som Rego växte upp i samt barndomens sagor och katolska idévärld avspeglar sig i hennes konst. Det framkommer tydligt i de figurativa målningarna från runt 1985–2005, som tillhör hennes mest kända. Maktspel, ofta med en sexuell underton, samt människans utsatthet och skörhet är de starkaste ingredienserna i dessa ”familjescener”. De står i stark kontrast till de romantiserade bilder av familjen som illustrerade Salazarregimens skolböcker.
En annan uppmärksammad grupp målningar är “Dog Women”, en serie pasteller med kvinnor i olika hundliknande poser, om vilka Paula Rego säger: “Att vara en hundkvinna är inte nödvändigtvis att vara förtryckt; det har mycket lite att göra med det. I dessa bilder är varje kvinna en hundkvinna, inte förtryckt, utan kraftfull. Att vara djurisk är bra. Det är fysiskt. Att äta, att grymta, alla aktiviteter som har att göra med förnimmelser är positiva. Att avbilda en kvinna som en hund är ytterst trovärdigt.“ (översättning från engelskan)

## Offentliga samlingar
Paula Rego finns representerad i bland annat följande samlingar:
- British Museum, London
- Gulbenkianmuseet, Lissabon
- Metropolitan Museum of Art, New York
- National Portrait Gallery, London

## Utmärkelser
Asteroiden 6015 Paularego är uppkallad efter henne.